# Vasile Pungan
Vasile Pungan (n. 2 noiembrie 1926, Bălănești, România – d. 8 octombrie 1995, București, România) a fost un demnitar comunist, ministru al comerțului exterior în România comunistă. Vasile Pungan a fost membru de partid din 1954. 
Vasile Pungan a fost membru în Comitetul Central al Partidului Comunist Român în perioada 1972 -1986. Vasile Pungan a fost deputat în Marea Adunare Națională în sesiunile din perioada 1975 - 1989. 
Prin decretul nr. 60/1978, cu începere de la 28.03.1978 Vasile Pungan a fost numit în funcția de ministru la Președinția Republicii Socialiste România, șef al grupului de consilieri ai Președintelui Republicii Socialiste România.
La data de 15 martie 1990, Vasile Pungan a fost rechemat din calitatea de ambasador extraordinar și plenipotențiar al României în Republica Populară Bulgaria.

## Distincții
- Ordinul „Steaua Republicii Socialiste România” clasa a IV-a (30 aprilie 1966) „cu prilejul celei de-a 45-a aniversări de la înființarea Partidului Comunist din România, pentru merite deosebite în opera de construire a socialismului”[5]
- Ordinul „Tudor Vladimirescu” clasa a II-a (4 mai 1971) „cu prilejul aniversării a 50 de ani de la constituirea Partidului Comunist Român, [...] pentru merite deosebite în opera de construire a socialismului”[6]
- Ordinul Muncii clasa a II-a (7 mai 1981) „pentru rezultatele obținute în îndeplinirea cincinalului 1976–1980, pentru contribuția deosebită adusă la înfăptuirea politicii Partidului Comunist Român de făurire a societății socialiste multilateral dezvoltate în patria noastră, cu prilejul aniversării a 60 de ani de la făurirea Partidului Comunist Român”[7]